# جامعة إيموري
جامعة إيموري (بالإنجليزية: Emory University)‏ هي جامعة بحثية خاصة في مدينة أطلنطا بولاية جورجيا الأمريكية. تأسست سنة 1836 في أكسفورد بولاية جورجيا على يد مجموعة من الميثوديين تحت اسم «كلية إيموري»، نسبة إلى الأسقف الميثودي جون إيموري. وقد تبرع أسا كاندلر، رئيس شركة كوكا كولا، لاحقًا بقطعة أرض في مدينة أطلنطا انتقلت إليها الكلية سنة 1915 وتغير اسمها إلى «جامعة إيموري». وتحدد الجامعة مهمتها بانها «خلق وحفظ وتدريس وتطبيق المعرفة في خدمة البشرية».
يعمل بالجامعة حوالي ثلاثة آلاف عضو هيئة تدريس، حصل عدد منهم على جائزتي نوبل وبوليتزر وقلادة العلوم الإنسانية الوطنية (بالإنجليزية: National Humanities Medal)‏ وزمالتي غوغنهايم وفولبرايت، ومنهم أعضاء في الأكاديمية الأمريكية للفنون والعلوم والأكاديمية الوطنية للعلوم. وتحتل جامعة إيموري المرتبة العشرين بين جامعات الولايات المتحدة في تقرير يو إس نيوز آند ورلد.

## كليات ومدارس الجامعة
تنقسم جامعة إيموري إلى تسعة كليات ومدارس هي:
1. كلية إيموري للفنون والعلوم
2. كلية أكسفورد
3. مدرسة غويزويتا للأعمال
4. مدرسة ليني للدراسات العليا
5. مدرسة الحقوق
6. مدرسة الطب
7. مدرسة نيل هودغسون وودرف للتمريض
8. مدرسة رولينز للصحة العامة
9. مدرسة كاندلر لعلم اللاهوت[12]

## من مشاهير الخريجين
- كيري هيلسون: مغنية وكاتبة أغاني آر أن بي أمريكية رشحت لجائزة غرامي، التحقت لفترة بكلية أكسفورد بجامعة إيموري.
- نيوت جينجريتش (حصل على درجة البكالوريوس في الآداب من إيموري سنة 1965): الرئيس الثامن والخمسون لمجلس النواب الأمريكي.

## من مشاهير الأساتذة
- الدالاي لاما الرابع عشر تينزن غياتسو
- الرئيس الأمريكي السابق جيمي كارتر
- الروائي البريطاني سلمان رشدي

## وصلات خارجية
- الموقع الرسمي للجامعة